# Gare de Hohhot-Est
La gare de Hohhot-Est (Chine) est une gare ferroviaire de la ligne à grande vitesse Zhangjiakou – Hohhot, située dans le district de Xincheng, Hohhot, Mongolie intérieure, Chine, et inaugurée le 25 décembre 2010.

## Service des voyageurs

### Intermodalité
La gare de Hohhot-Est est desservie par une station de métro située sur la ligne 1 du métro Hohhot, qui a ouvert ses portes le 29 décembre 2019.